# Чорна могила
Чо́рна моги́ла — найбільша могила (курган) на території міста Чернігів, частина Державного архітектурно-історичного заповідника «Чернігів Стародавній», археологічна пам'ятка національного значення.
Висота 11 м, обвід 125 м. У давнину була оточена ровом до 7 м завширшки.
Адреса: вулиця Князя Чорного, 4, Чернігів, Чернігівська область, Україна, 14000.

## Історія
Чорну могилу досліджував археолог, уродженець Чернігова Дмитро Самоквасов у 1870-их роках. Поховання в могилі чоловіка і жінки здійснене за обрядом кремації. Похованих спалено на вогнищі в повному військовому обладунку. Знайдено поховальне вогнище і кістки двох знатних воїнів і рабині, зброю, знаряддя праці, побутові предмети, посуд, прикраси, монети та ін. Поруч зі зброєю перебувала залізна посудина з кістками барана та бронзова жаровня з вугіллям. Біля ніг похованого покладені двоє осідланих коней. Біля ніг жінки були покладені десять серпів. Західну частину вогнища займали дванадцять відер півколом, від яких залишилось залізне окуття, та дві залізних посудини. На місці, де лежали небіжчики, знайдені численні прикраси, наконечники поясів, золоті та срібні злитки — залишки розплавлених у вогні прикрас, бронзова посудина з бабками — гральними кістками, ключі, замки, сокири та долота.
У верхній частині насипу, приблизно на висоті 7 м, виявлено залишки тризни: шоломи (окремого типу «Чорна могила»), кольчуги, залізний котел з кістками. Після тризни могилу ще досипали.

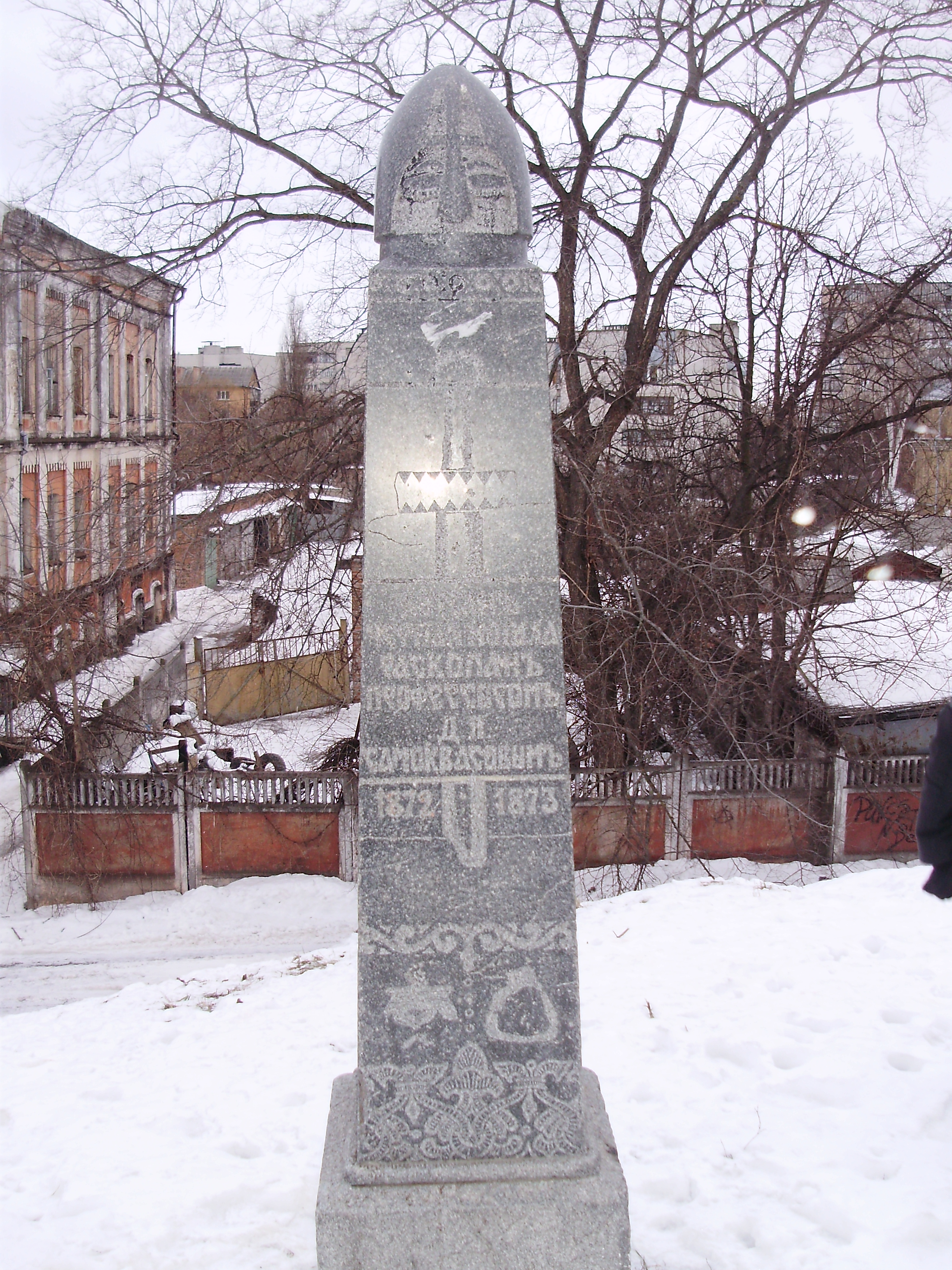
Чорна могила
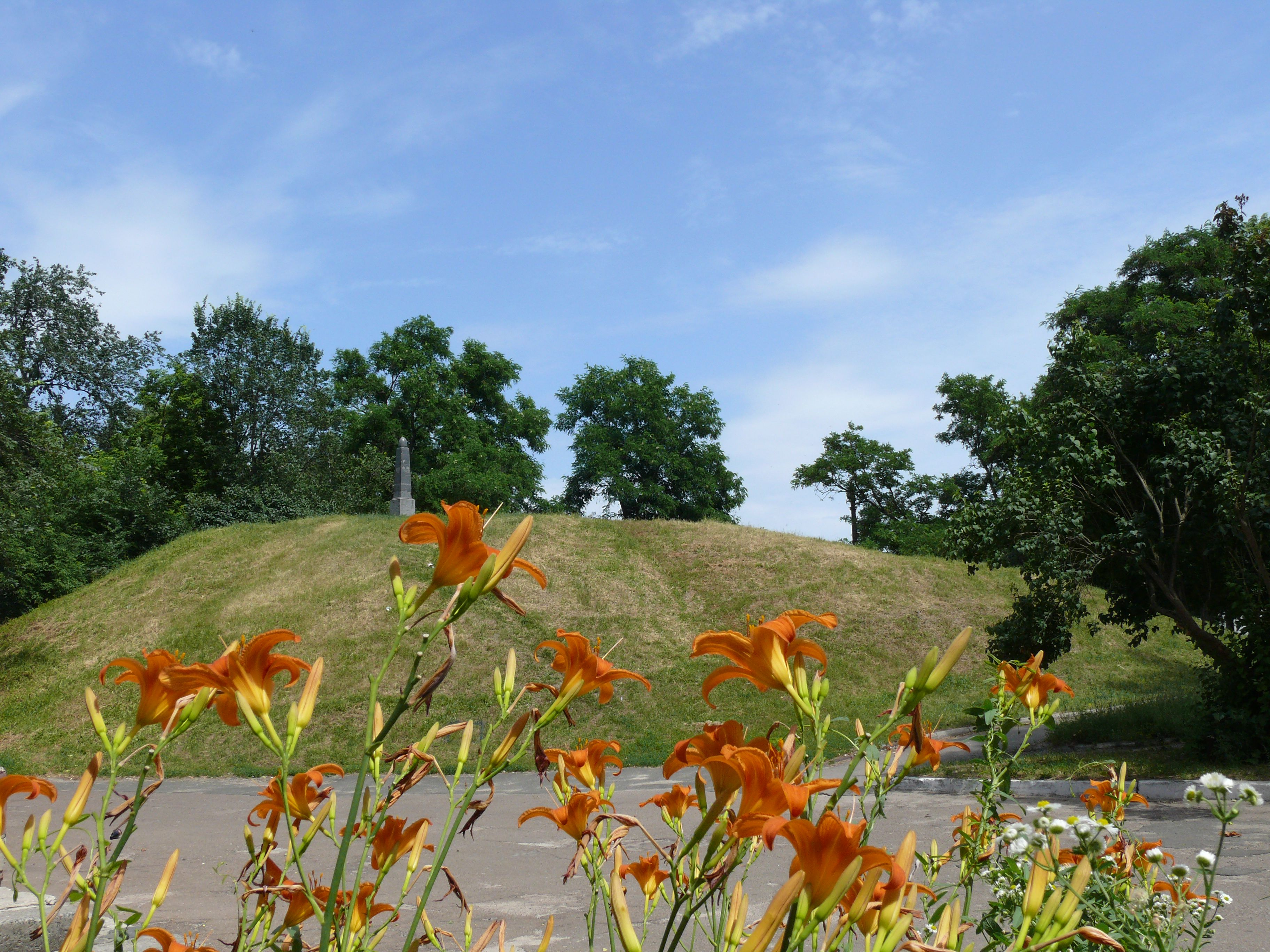
Чорна могила, 2010
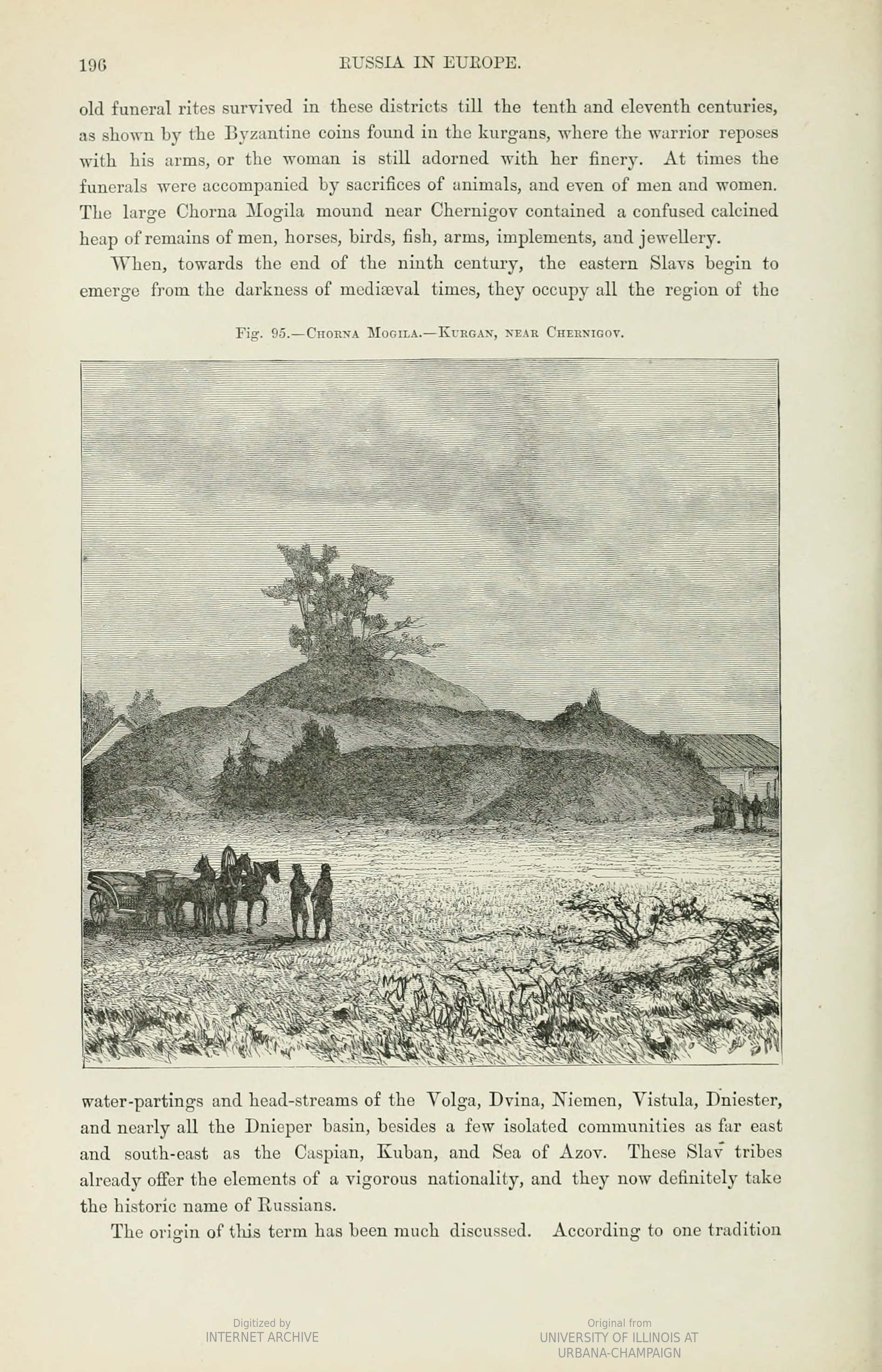
Чорна Могила, 1870-ті рр. Ілюстрація до книги «Земля і люди. Загальна географія» (т.5), Жана Жака Елізе Реклю, 1880
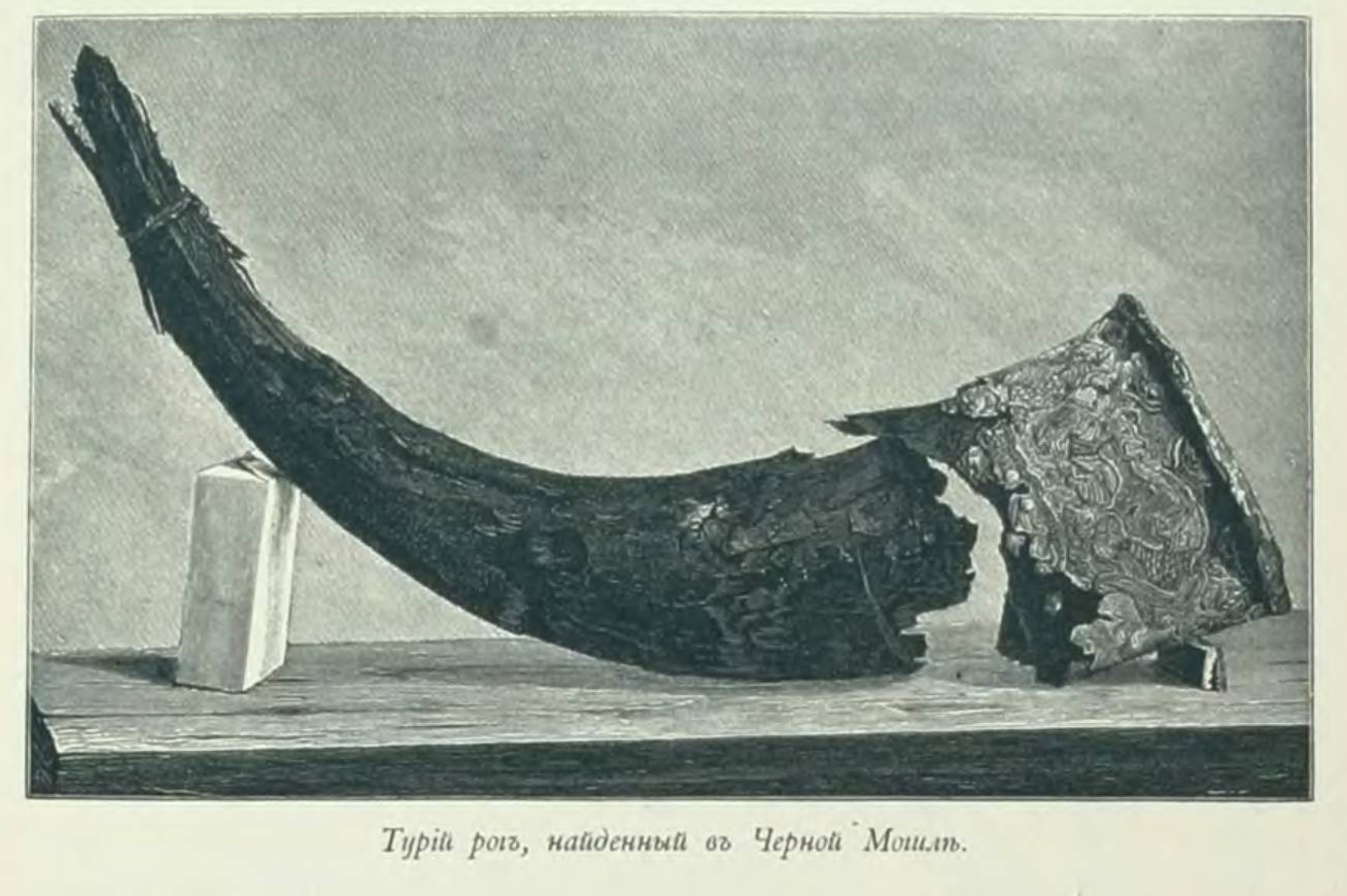
Ріг тура з поховання